# 非典型细菌
非典型细菌，也称非典型微生物，是革兰氏染色不着色且保持无色的细菌，既不是革兰氏阳性也不是革兰氏阴性。这包括衣原体科、軍團菌屬和枝原体科（包括枝原体属和脲原体属）。立克次体科也常被认为是非典型细菌。螺旋体也被认为是非典型细菌。
革兰氏阳性菌的细胞壁有一层厚的肽聚糖层，在革兰氏染色过程中保留了结晶紫，导致呈紫色。革兰氏阴性菌有一层薄的肽聚糖层，不保留结晶紫，因此在此过程中添加番紅时，会染成红色。
支原体科缺乏肽聚糖层，因此不保留结晶紫或番红，导致没有颜色。衣原体科含有极薄的肽聚糖层，阻止了可见染色。立克次体在技术上是革兰氏阴性，但太小而无法很好染色，因此通常被认为是非典型的。
肽聚糖是Β-内酰胺类抗生素如青霉素和头孢菌素的作用部位，因此支原体对这些药物具有天然耐药性，从这个意义上说，这也使它们在治疗感染时是“非典型”的。然而，大环内酯类如红霉素通常可有效治疗非典型细菌感染。
最后，其中一些细菌会导致一种特定类型的肺炎，称为非典型肺炎。这并不是说非典型肺炎完全是由非典型细菌引起的，因为这种疾病也可能有真菌、原生动物或病毒引起。
最近一项关于分析流感病毒和非典型细菌之间的协同相互作用的研究称已经发现了两种最突出的肺炎衣原体和肺炎支原体与流感病毒之间的相互作用。这被标记为与流感病毒相关的共感染并进行了讨论。 